# 宍喰町立杭瀬小学校
宍喰町立杭瀬小学校（ししくいちょうりつ くいのせしょうがっこう）は、徳島県海部郡海陽町（休校当時は、宍喰町）船津北路64にある公立小学校。
1987年（昭和62年）4月1日に休校となった。
休校後、校舎と校門は残っている。統合記念碑がある。現在校舎は、陶芸家の工房として使われている。

## 概要

### 基礎データ
全校生徒数
- 111人（1959年当時）[1]
- 7人（昭和61年度）[1]

最寄駅
- 阿佐海岸鉄道阿佐東線宍喰駅（休校当時は、日本国有鉄道牟岐線海部駅）

## 校歌
- 『せせらぎの水清く、ツツジ咲く、野根川ほとり・・・』

## 沿革
- 1937年（昭和12年） - 設立。
- 1987年（昭和62年）4月1日 - 休校。

## 関連学校
- 海陽町立宍喰小学校（休校当時は、宍喰町立宍喰小学校）
- 海陽町立宍喰中学校（休校当時は、宍喰町立宍喰中学校）